# Amancio (Cuba)
Amancio è un comune di Cuba, situato nella provincia di Las Tunas.